# Estación Lo Errázuriz
Lo Errázuriz será la tercera estación del futuro ferrocarril de cercanías Tren Melipilla-Estación Central, que conectará la ciudad de Santiago con Melipilla en la Región Metropolitana de Santiago, Chile.
Será un punto de combinación con el Metro de Santiago, en la futura estación homónima de la Línea 6, la cual será la terminal de esta.
La estación está proyectada para que inicie sus operaciones en 2027.

## Historia
Durante el segundo gobierno del presidente Sebastián Piñera, el proyecto «Chile sobre Rieles» confirmó que la Línea 6 se extenderá hasta esta estación.
En octubre de 2020 se inició la licitación para la asesoría e ingenierías necesarias para la construcción del túnel de 2.5 kilómetros que extenderá la Línea 6 hasta la estación.
En noviembre de 2021, Metro S.A. inició la Declaración de Impacto Ambiental para la construcción de la estación, piques, galerías y túneles; este recibió su aprobación el 5 de septiembre de 2022, y en abril de 2023 se publicó la licitación para la construcción. Se preveé que su inauguración sea en 2027.

## Infraestructura
La estación se planea construir en el punto kilométrico 6.786 y estará soterrada bajo la Avenida Lo Errázuriz con Pedro Lagos Palacios y Presidente Salvador Allende en la comuna de Cerrillos. La infraestructura contará con un andén de dos plataformas para trenes de transporte de pasajeros y una tercera vía para trenes de carga. Además, tendrá dos accesos públicos y se realizarán modificaciones en las trincheras y terraplenes cercanos, que se reforzarán con concreto.
La construcción de esta estación presenta desafíos espaciales significativos, ya que las vías del tren están a un nivel mucho más bajo que las calles adyacentes, y el espacio disponible para crear accesos es muy limitado. La manera en cómo se resolvió esto es constuyendo dos ingresos conectados por túneles que conectan casi directamente con la mesanina, minimizando la necesidad de túneles adicionales.
Esta estación funcionará como un terminal intermodal con la Línea 6.

## Servicios
Está en proceso de construcción el servicio de pasajeros Tren Melipilla-Estación Central, El tramo Lo errázuriz Talagante estará operativo en 2027, mientras que el tramo Talagante-Melipilla lo estará en 2029.

## Origen etimológico
Adquiere su nombre tanto por la avenida homónima, que conecta Maipú con Cerrillos, como por su colindancia con el ex relleno sanitario del mismo nombre, en la actualidad convertido parcialmente en el Parque Municipal Lo Errázuriz.

## Conexión con Red Metropolitana de Movilidad
La estación posee 4 paraderos de la Red Metropolitana de Movilidad en sus alrededores, los cuales corresponden a:
| Paradero / Código                                  | Recorridos |
| -------------------------------------------------- | --- |
| Av. Lo Errázuriz / esq. Avenida Cerrillos (PI15)   | 101 (Cerrillos) - 481 (Av. Portales) - I04 (Villa El Abrazo) - I14 (Mall Plaza Oeste) - I14n (Mall Plaza Oeste) - I25 (Portal Oeste) |
| Av. Lo Errázuriz / esq. Avenida Cerrillos (PI32)   | 101 (Recoleta) - 481 (Plaza Italia) - I04 (Metro San Alberto Hurtado) - I14 (Estación Central) - I14n (Centro)                       |
| Av. Los Cerrillos / esq. Av. Lo Errázuriz (PI685)  | I01 (Villa Los Héroes) - I18 (Rinconada) - I25 (Villa Silva Henríquez)                                                               |
| Av. Los Cerrillos / esq. Av. Lo Errázuriz (PI1385) | I01 (Hospital San Borja Arriarán) - I18 (Metro Unión Latinoamericana)                                                                |